# فرط فيتامين إي
فرط فيتامين إي (بالإنجليزية: Hypervitaminosis E)‏ هو حالة سمية سببها الزيادة في تناول الفيتامين إي. وبما أن فيتامين (إي) يمكن أن يعمل كمضاد للتخثر وقد يزيد من خطر حدوث مشاكل للجسم مثل النزيف، فإن العديد من الوكالات الصحية قد حددت مستويات الفيتامين إي عند حدود 1000 مجم (1500 وحدة دولية) يوميا..

## الأعراض
زيادة فيتامين إي يشكل خطرآ على صحة الجسم ويسبب العديد من المشكلات الصحية والمضاعفات الخطيرة التالية:
1. السكتة الدماغية.
2. الغثيان.
3. تقلصات المعدة.
4. الطفحالجلدي والحساسية.
5. صداع.
6. بروز على الجلد.
7. نزيف.
8. وهن وضعف عام.
9. الإسهال.
10. السرطان.
11. مشكلات فروة الرأس.

## العلاج
يكون علاج فرط فيتامين أي بالتوقف الفوري من تناول هذا الفيتامين، كما يتم علاج أضرار زيادة الفيتامين التي حدثت للمريض بالتدريج، وإذا تسبب فيتامين أي في حدوث نزيف شديد يلجأ الأطباء إلى إعطاء المريض فيتامين ك والذي يساهم في وقف النزيف.

## وصلات إضافية
- Vitamin E Toxicity (www.emedicine.com)